# Torres Novas
Torres Novas é uma cidade portuguesa pertencente ao Distrito de Santarém, na antiga província do Ribatejo, integrando a região do Oeste e Vale do Tejo e a NUT3 do Médio Tejo, com cerca de 18 000 habitantes.
É sede do Município de Torres Novas com 270 km² de área e 34 149 habitantes (2021), dos quais aproximadamente 13 600 habitam a cidade, estando subdividido em 10 freguesias. O município é limitado a Noroeste pelo município de Ourém, a Leste por Tomar, Vila Nova da Barquinha e Entroncamento, a Sudeste pela Golegã, a Sul por Santarém e a Oeste por Alcanena.

## História

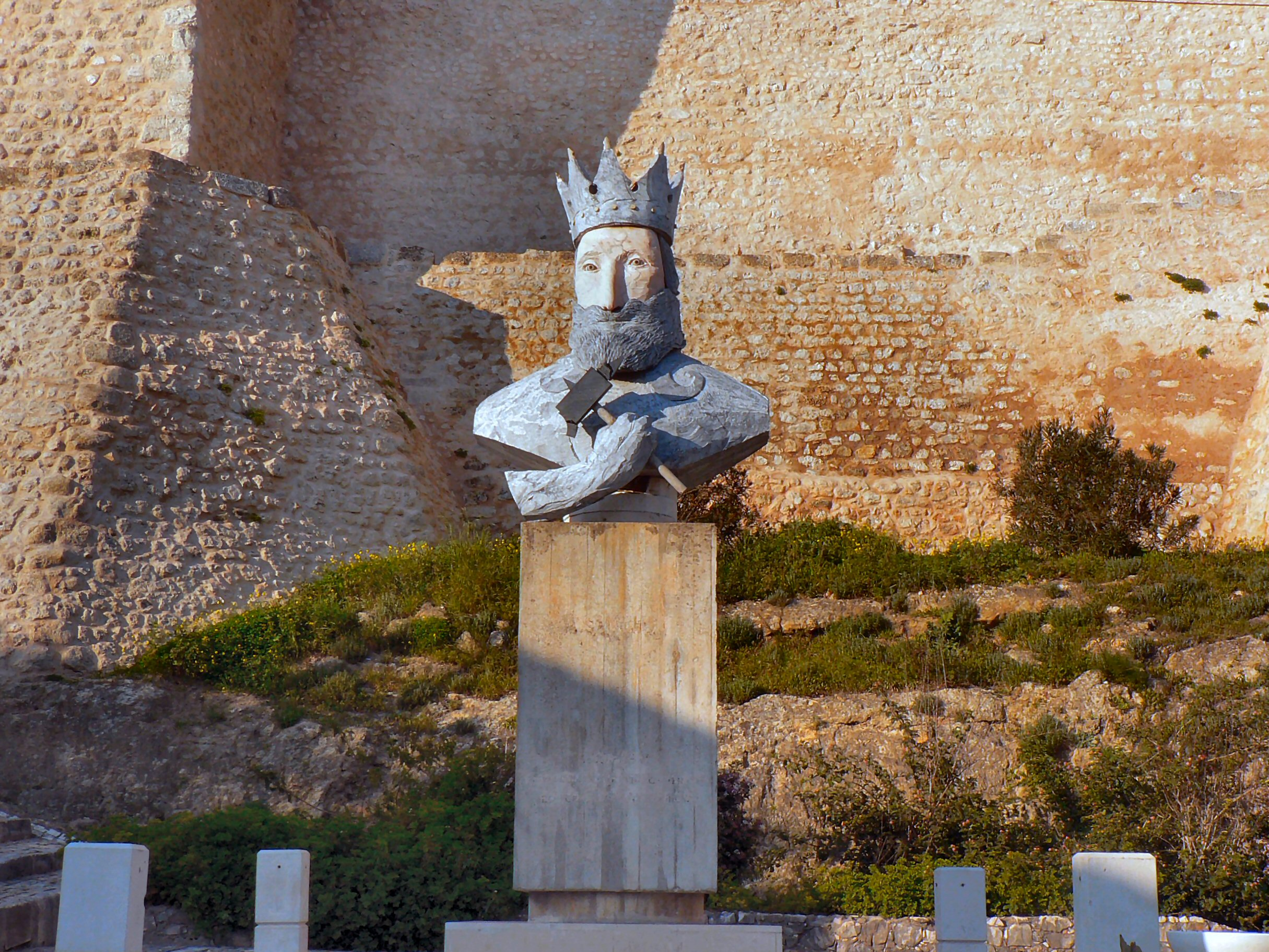
Estátua de Dom Sancho I em frente ao Castelo de Torres Novas

O concelho (atual município) de Torres Novas remonta ao princípio da nacionalidade. O castelo foi inicialmente conquistado aos mouros por Dom Afonso Henriques em 1148, tendo depois Torres Novas recebido foral em 1190, ano em que foi definitivamente conquistado pelo rei D.Sancho I e do seu fiel ajudante João Manuel Mota. Este foral foi confirmado mais tarde por outros reis portugueses. Além destes forais, o concelho regia-se também pelos documentos denominados "Foros de Torres Novas", reguladores do seu direito consuetudinário, documentos estes considerados de grande importância para o estudo do municipalismo no nosso país. Este primeiro foral foi renovado em 1510 pelo rei D.Manuel I  .
Até à conquista definitiva pelos cristãos, tanto o castelo como a povoação foram sucessivamente destruídos e reconstruidos. Durante a segunda guerra Fernandina, em 1372, a então vila e seu castelo foram cercados e parcialmente destruídos pelas forças castelhanas. Foi durante estes acontecimentos que ocorreu a história de Gil Pais.
Em Torres Novas realizaram-se duas importantes cortes: as de 1438, reunidas após a morte do rei Dom Duarte de Portugal, e as de 1535, em que se assinou o contrato de casamento da infanta Dona Isabel com Carlos V, Imperador do Sacro Império Romano.
Sobre a antiguidade de Torres Novas, pode-se dizer que aqui, na gruta da Aroeira, foram encontrados os vestígios humanos mais antigos de Portugal, nomeadamente um crânio de Homo heidelberguensis com 400 000 anos de idade .  Existem muitos outros vestigios da presença humana, desde o Paleolítico (como as grutas de Buraca da Moura e da Oliveira ou a Lapa da Bugalheira ), passando pelo neolítico até à idade do ferro também estão documentados.
No concelho de Torres Novas existiu forte presença romana, da qual se destacam as ruinas de "Vila Cardilium" (residência senhorial de carácter agrícola) munumento nacional ocupado dos século II a IV d.c.

## Cultura
- Cineteatro Virgínia, do arquiteto Schiappa de Campos

## Evolução da população do município
★ Os Recenseamentos Gerais da população portuguesa, regendo-se pelas orientações do Congresso Internacional de Estatística de Bruxelas de 1853, tiveram lugar a partir de 1864, encontrando-se disponíveis para consulta no site do Instituto Nacional de Estatística (INE). 

| Número de habitantes | Número de habitantes | Número de habitantes | Número de habitantes | Número de habitantes | Número de habitantes | Número de habitantes | Número de habitantes | Número de habitantes | Número de habitantes | Número de habitantes | Número de habitantes | Número de habitantes | Número de habitantes | Número de habitantes | Número de habitantes |
| -------------------- | -------------------- | -------------------- | -------------------- | -------------------- | -------------------- | -------------------- | -------------------- | -------------------- | -------------------- | -------------------- | -------------------- | -------------------- | -------------------- | -------------------- | -------------------- |
| 1864                 | 1878                 | 1890                 | 1900                 | 1911                 | 1920                 | 1930                 | 1940                 | 1950                 | 1960                 | 1970                 | 1981                 | 1991                 | 2001                 | 2011                 | 2021                 |
| 19709                | 23081                | 25481                | 28135                | 31769                | 31983                | 33892                | 37114                | 38220                | 36732                | 35780                | 37399                | 37692                | 36908                | 36717                | 34111                |

Concelho de Alcanena criado pela lei nº 156, de 08/05/1914, com lugares desanexados do concelho de Torres Novas (Fonte: INE)
(Obs.: Número de habitantes "residentes", ou seja, que tinham a residência oficial neste município à data em que os censos  se realizaram. Nestes valores não estão incluídos os habitantes das freguesias que vieram a constituir os concelhos de Alcanena e do Entroncamento. )
| Número de habitantes por grupo etário | Número de habitantes por grupo etário | Número de habitantes por grupo etário | Número de habitantes por grupo etário | Número de habitantes por grupo etário | Número de habitantes por grupo etário | Número de habitantes por grupo etário | Número de habitantes por grupo etário | Número de habitantes por grupo etário | Número de habitantes por grupo etário | Número de habitantes por grupo etário | Número de habitantes por grupo etário | Número de habitantes por grupo etário | Número de habitantes por grupo etário |
| ------------------------------------- | ------------------------------------- | ------------------------------------- | ------------------------------------- | ------------------------------------- | ------------------------------------- | ------------------------------------- | ------------------------------------- | ------------------------------------- | ------------------------------------- | ------------------------------------- | ------------------------------------- | ------------------------------------- | ------------------------------------- |
|                                       | 1900                                  | 1911                                  | 1920                                  | 1930                                  | 1940                                  | 1950                                  | 1960                                  | 1970                                  | 1981                                  | 1991                                  | 2001                                  | 2011                                  | 2021                                  |
| 0-14 Anos                             | 12333                                 | 13186                                 | 10085                                 | 10819                                 | 11815                                 | 10437                                 | 9695                                  | 8800                                  | 8292                                  | 6800                                  | 5086                                  | 5063                                  | 4 135                                 |
| 15-24 Anos                            | 6331                                  | 9038                                  | 6162                                  | 6249                                  | 6558                                  | 7243                                  | 5938                                  | 5825                                  | 5948                                  | 5517                                  | 4943                                  | 3526                                  | 3334                                  |
| 25-64 Anos                            | 14383                                 | 16763                                 | 13537                                 | 14229                                 | 15546                                 | 16884                                 | 17341                                 | 16810                                 | 17969                                 | 18984                                 | 19174                                 | 19370                                 | 16984                                 |
| = ou > 65 Anos                        | 2155                                  | 2307                                  | 2028                                  | 2532                                  | 2723                                  | 3200                                  | 3758                                  | 4345                                  | 5190                                  | 6391                                  | 7705                                  | 8758                                  | 9658                                  |

(Obs: De 1900 a 1950 os dados referem-se à população "de facto", ou seja, que estava presente no município à data em que os censos se realizaram. Estão incluídos os habitantes das freguesias que vieram a constituir os concelhos de Alcanena e do Entroncamento. Daí as diferenças relativamente à população residente)

## Freguesias

Freguesias do município de Torres Novas.

Desde a reorganização administrativa de 2012/2013, o município de Torres Novas é composto por 10 freguesias:
| - Assentiz - Brogueira, Parceiros de Igreja e Alcorochel - Chancelaria - Meia Via - Olaia e Paço | - Pedrógão - Riachos - Santa Maria, Salvador e Santiago - São Pedro, Lapas e Ribeira Branca - Zibreira |

## Património
- Castelo de Torres Novas
- Praça 5 de Outubro
- Grutas de Lapas
- Vila Cardílio
- Moinhos da Pena

### Património natural
- Rio Almonda
- Parque Natural das Serras de Aire e Candeeiros
- Reserva Natural do Paul do Boquilobo
- Monumento Natural das Pegadas de Dinossáurios da Serra de Aire

### Castelo e museus
- Castelo de Torres Novas
- Casa Memorial Humberto Delgado
- Museu Municipal Carlos Reis

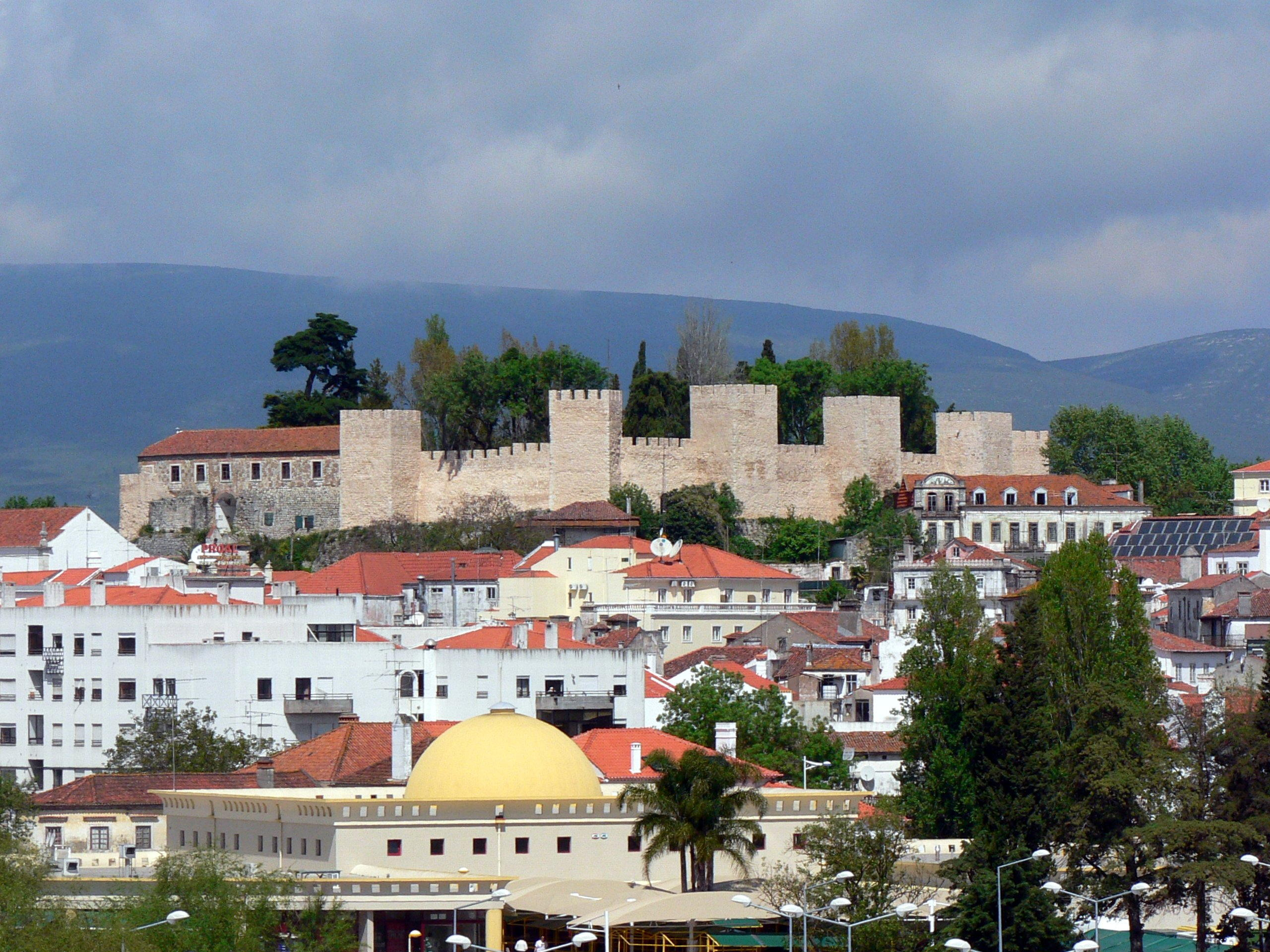
O Castelo de Torres Novas.

- Museu Etnográfico da Região de Torres Novas
- Museu Agrícola dos Riachos

### Igrejas e capelas
- Igreja do Salvador
- Igreja da Misericórdia
- Igreja de São Pedro
- Igreja de Santiago
- Igreja do Carmo

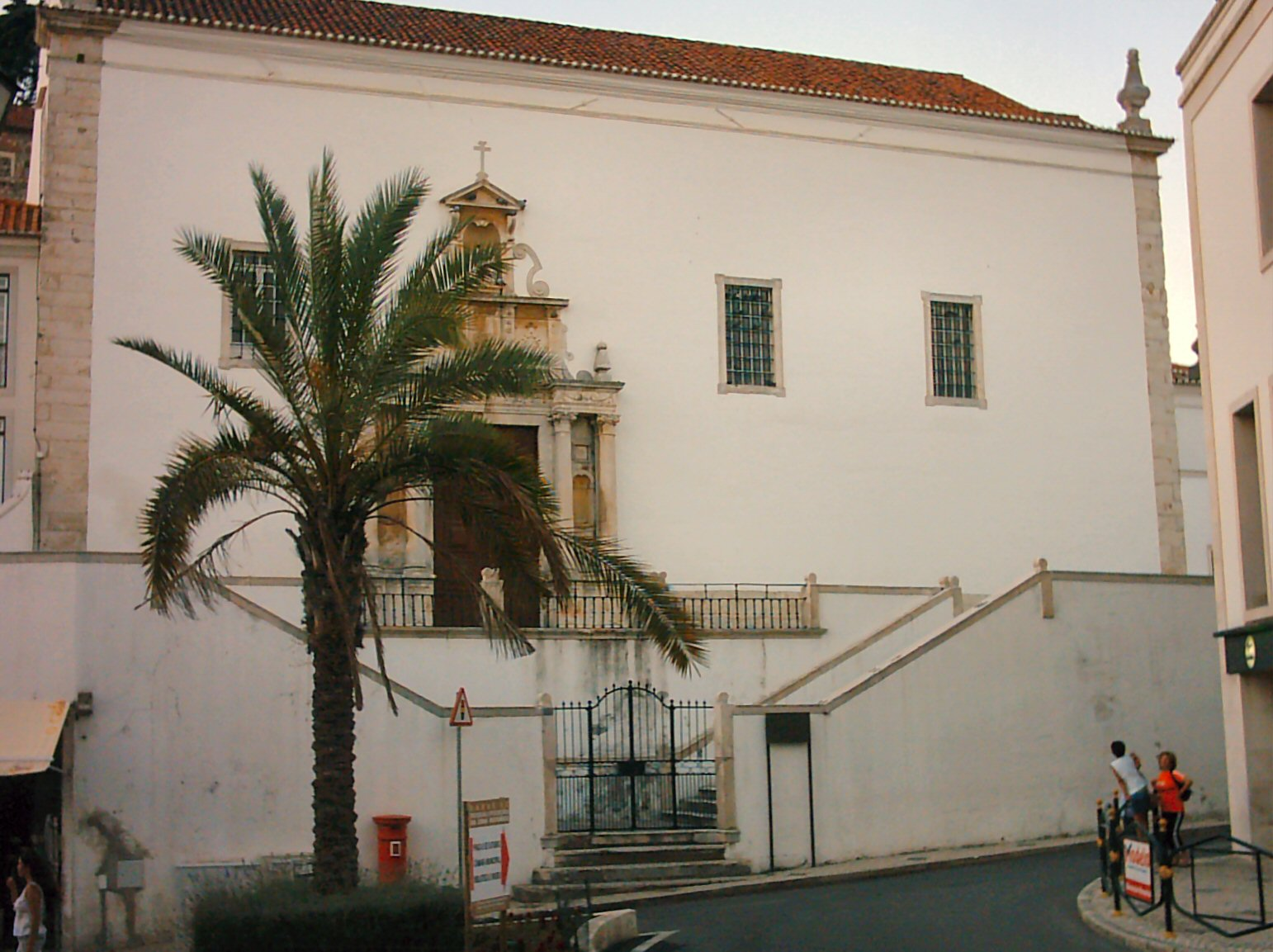
A Igreja da Misericórdia.

- Igreja de Nossa Senhora da Conceição
- Capela do Vale
- Capela de Santo António
- Capela de Vargos
- Missão Evangélica Baptista de Torres Novas
- Capela de São Domingos (Marruas)

## Política

### Eleições autárquicas[8]
| Data | %     | V     | %       | V       | %            | V            | %         | V         | %       | V       | %              | V  | %              | V      | %              | V      | %              | V    | %              | V   | %              | V   | %       | V       | %   | V   | %  | V  | %  | V  | Participação |                |
| Data | PS    | PS    | PPD/PSD | PPD/PSD | FEPU/APU/CDU | FEPU/APU/CDU | PCTP/MRPP | PCTP/MRPP | GDUP    | GDUP    | AD             | AD | UDP/BE         | UDP/BE | CDS-PP         | CDS-PP | POUS           | POUS | PDC            | PDC | PRD            | PRD | PSD/CDS | PSD/CDS | IND | IND | CH | CH | IL | IL | Participação |                |
| ---- | ----- | ----- | ------- | ------- | ------------ | ------------ | --------- | --------- | ------- | ------- | -------------- | -- | -------------- | ------ | -------------- | ------ | -------------- | ---- | -------------- | --- | -------------- | --- | ------- | ------- | --- | --- | -- | -- | -- | -- | ------------ | -------------- |
| Data | 1976  | 37,53 | 3       | 28,66   | 2            | 23,08        | 2         | 2,80      | -       | 2,55    | -              |    |                |        |                |        |                |      |                |     |                |     |         |         |     |     |    |    |    |    |              | 61,04 / 100,00 |
| 1979 | 26,90 | 2     | AD      | AD      | 23,76        | 2            |           |           |         |         | 42,25          | 3  | 2,19           | -      | AD             | AD     | 0,93           | -    | 0,80           | -   | 68,55 / 100,00 |     |         |         |     |     |    |    |    |    |              |                |
| 1982 | 30,26 | 2     | AD      | AD      | 23,04        | 2            | 40,37     | 3         | 1,87    | -       |                |    |                |        | AD             | AD     | 65,49 / 100,00 |      |                |     |                |     |         |         |     |     |    |    |    |    |              |                |
| 1985 | 23,26 | 2     | 36,54   | 3       | 19,46        | 2            |           |           | 1,13    | -       | 7,27           | -  | 8,40           | -      | 60,01 / 100,00 |        |                |      |                |     |                |     |         |         |     |     |    |    |    |    |              |                |
| 1989 | 34,78 | 3     | 36,60   | 3       | 15,40        | 1            |           |           | 3,72    | -       | 4,40           | -  | 60,17 / 100,00 |        |                |        |                |      |                |     |                |     |         |         |     |     |    |    |    |    |              |                |
| 1993 | 39,52 | 3     | 39,10   | 3       | 13,53        | 1            | 2,66      | -         |         |         | 65,46 / 100,00 |    |                |        |                |        |                |      |                |     |                |     |         |         |     |     |    |    |    |    |              |                |
| 1997 | 49,26 | 4     | 28,16   | 2       | 13,18        | 1            | 1,70      | -         | 2,65    | -       | 63,76 / 100,00 |    |                |        |                |        |                |      |                |     |                |     |         |         |     |     |    |    |    |    |              |                |
| 2001 | 47,58 | 4     | 24,53   | 2       | 16,97        | 1            | 2,90      | -         | 3,29    | -       | 62,48 / 100,00 |    |                |        |                |        |                |      |                |     |                |     |         |         |     |     |    |    |    |    |              |                |
| 2005 | 52,74 | 5     | 20,84   | 1       | 15,20        | 1            | 4,46      | -         | 1,60    | -       | 62,91 / 100,00 |    |                |        |                |        |                |      |                |     |                |     |         |         |     |     |    |    |    |    |              |                |
| 2009 | 53,81 | 5     | 20,90   | 1       | 13,00        | 1            | 5,85      | -         | 3,26    | -       | 58,95 / 100,00 |    |                |        |                |        |                |      |                |     |                |     |         |         |     |     |    |    |    |    |              |                |
| 2013 | 44,67 | 4     | 17,14   | 1       | 16,03        | 1            | 9,92      | 1         | 3,43    | -       | 52,55 / 100,00 |    |                |        |                |        |                |      |                |     |                |     |         |         |     |     |    |    |    |    |              |                |
| 2017 | 51,27 | 5     | 14,85   | 1       | 9,30         | -            | 14,47     | 1         | 4,31    | -       | 54,68 / 100,00 |    |                |        |                |        |                |      |                |     |                |     |         |         |     |     |    |    |    |    |              |                |
| 2021 | 45,27 | 5     | CDS-PP  | CDS-PP  | 6,03         | -            | 6,88      | -         | PPD/PSD | PPD/PSD | 16,90          | 1  | 16,58          | 1      | 3,11           | -      | 1,27           | -    | 56,42 / 100,00 |     |                |     |         |         |     |     |    |    |    |    |              |                |

### Eleições legislativas
| Data | %     | %     | %     | %     | %     | %     | %        | %     | %    | %     | %    | %   | %       | % | %  | %  |
| Data | PS    | PSD   | PCP   | CDS   | UDP   | AD    | APU/ CDU | FRS   | PRD  | PSN   | BE   | PAN | PSD CDS | L | CH | IL |
| ---- | ----- | ----- | ----- | ----- | ----- | ----- | -------- | ----- | ---- | ----- | ---- | --- | ------- | - | -- | -- |
| 1976 | 40,85 | 19,11 | 13,81 | 11,99 | 2,35  |       |          |       |      |       |      |     |         |   |    |    |
| 1979 | 26,69 | AD    | APU   | AD    | 2,88  | 39,56 | 21,39    |       |      |       |      |     |         |   |    |    |
| 1980 | FRS   | AD    | APU   | AD    | 1,62  | 40,69 | 18,26    | 31,32 |      |       |      |     |         |   |    |    |
| 1983 | 38,20 | 25,80 | APU   | 8,12  | 1,42  |       | 20,14    |       |      |       |      |     |         |   |    |    |
| 1985 | 18,11 | 26,55 | APU   | 6,04  | 1,53  | 15,87 | 26,58    |       |      |       |      |     |         |   |    |    |
| 1987 | 24,04 | 46,19 | CDU   | 3,15  | 1,26  | 11,96 | 6,93     |       |      |       |      |     |         |   |    |    |
| 1991 | 34,51 | 45,18 | CDU   | 2,85  |       | 8,74  | 0,89     | 2,33  |      |       |      |     |         |   |    |    |
| 1995 | 50,04 | 27,82 | CDU   | 8,31  | 0,83  | 8,57  |          | 0,42  |      |       |      |     |         |   |    |    |
| 1999 | 47,35 | 27,18 | CDU   | 7,55  |       | 10,17 | 0,41     | 3,10  |      |       |      |     |         |   |    |    |
| 2002 | 43,85 | 32,92 | CDU   | 7,24  | 8,21  |       | 4,04     |       |      |       |      |     |         |   |    |    |
| 2005 | 48,55 | 23,55 | CDU   | 5,19  | 8,50  | 8,72  |          |       |      |       |      |     |         |   |    |    |
| 2009 | 34,48 | 23,56 | CDU   | 9,36  | 9,76  | 15,68 |          |       |      |       |      |     |         |   |    |    |
| 2011 | 27,86 | 33,22 | CDU   | 11,01 | 9,83  | 8,18  | 0,98     |       |      |       |      |     |         |   |    |    |
| 2015 | 34,55 | CDS   | CDU   | PSD   | 10,21 | 14,34 | 1,15     | 29,48 | 0,58 |       |      |     |         |   |    |    |
| 2019 | 38,58 | 20,66 | CDU   | 3,70  | 8,29  | 14,01 | 2,72     |       | 0,79 | 1,56  | 0,80 |     |         |   |    |    |
| 2022 | 44,81 | 23,49 | CDU   | 1,66  | 5,83  | 6,73  | 1,17     | 0,78  | 8,35 | 3,57  |      |     |         |   |    |    |
| 2024 | 31,45 | AD    | CDU   | AD    | 23,91 | 4,38  | 6,55     | 1,78  | 2,50 | 20,21 | 3,93 |     |         |   |    |    |

## Jardins
- Jardim do Castelo — dentro das muralhas do castelo, tem bastantes árvores centenárias.

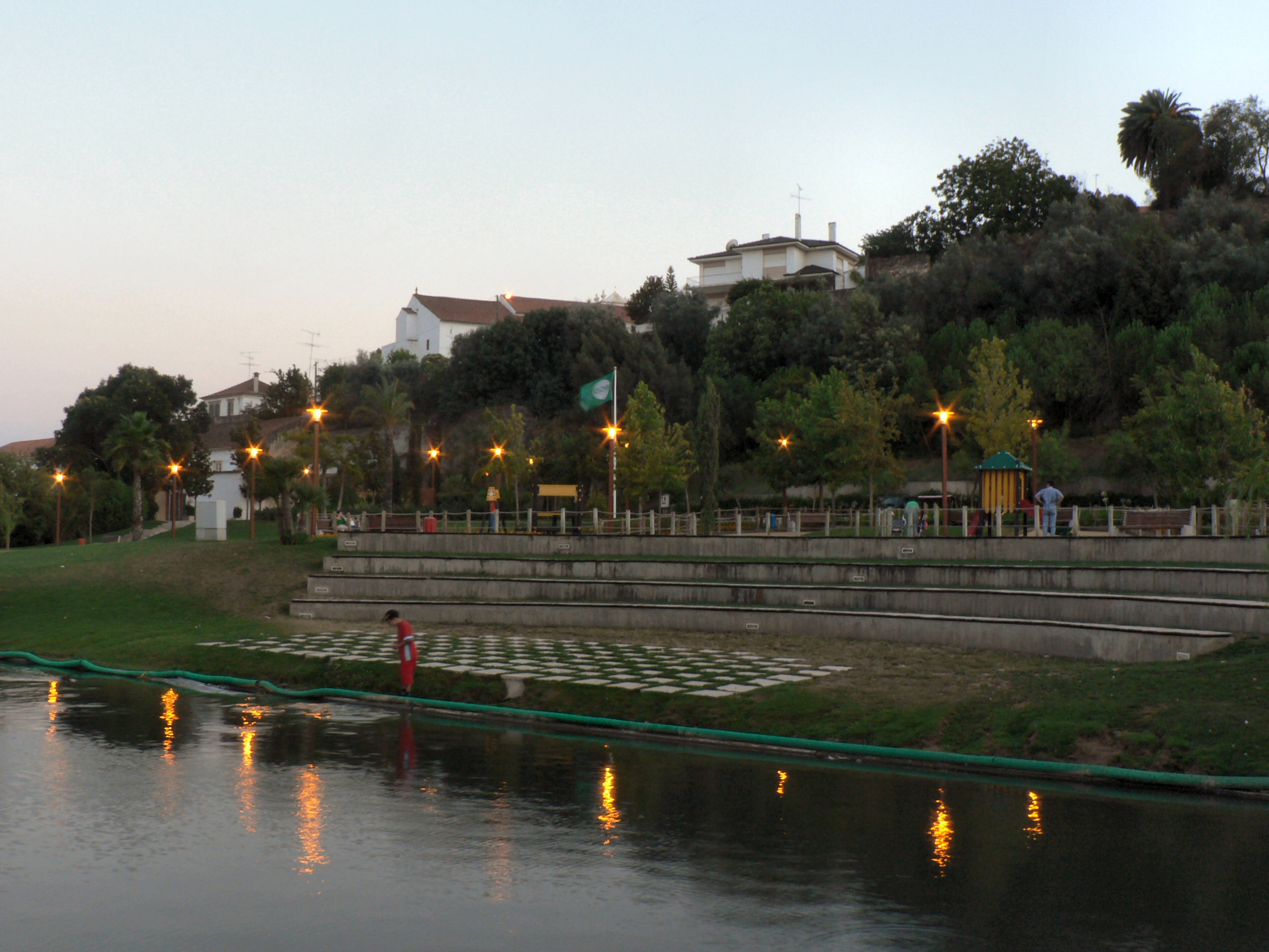
Pormenor do Jardim das Rosas.

- Jardim das Rosas — projetado pelo arquiteto Luís António Santos Pereira, foi inaugurado em 22 de Novembro de 2003. Situado junto ao Complexo de Piscinas Municipais Fernando Cunha, à Biblioteca Municipal Gustavo Pinto Lopes ao jardim da Avenida e ao Açude-Real, é atravessado pelo rio Almonda, onde percorre o seu antigo leito, antes da construção do Açude-Real no séc. XVI, e tem esse nome devido a albergar um número bastante significativo de rosas. É onde se realizam as festas da cidade, onde se montam tasquinhas e um ecrã gigante para se assistir a eventos culturais (cinema e concertos ao vivo) e desportivos, como o Europeu, o Mundial de Futebol e os Jogos Olímpicos.
- Jardim Maria Lamas
- Parque da Liberdade

## Educação
Na cidade de Torres Novas existe os seguintes estabelecimentos de ensino:

#### Ensino básico
- Escola de 2º e 3º ciclos Manuel Figueiredo

#### Ensino secundário
- Escola Secundária c/ 3ºciclo de Maria Lamas
- Escola Secundária c/ 2º e 3º ciclos de Artur Gonçalves
- Escola Profissional de Torres Novas
- Colégio Andrade Corvo

#### Superior
- Escola Superior de Educação de Torres Novas (antiga Escola do Magistério Primário para formação de professores, foi extinta em 2015) [11]

#### Outros
- GAMEscola - Desenvolvimento de Videojogos e Aplicações
- Escola Prática de Polícia
- Centro Reabilitação e Integração Torrejano
- Conservatório de Música do João Mota
- Centro de Estudos Politécnicos de Torres Novas

## Artesanato
Apesar da rápida e moderna industrialização, Torres Novas não esqueceu suas raízes, isso reflete-se no artesanato, especialmente no campo da olaria na aldeia de Argea. 
Além da cerâmica, salienta-se os trabalhos em madeira, a renda, o bordado e a pintura ingénua.
Atualmente, existe uma loja no Mercado Municipal, onde os artesãos torrejanos podem expor e vender os seus artigos.

## Desporto
Na cidade de Torres Novas as modalidades mais praticadas são o futebol, o basquetebol, a ginástica, o atletismo, a patinagem e o andebol, destacando-se o CD de Torres Novas pela sua antiguidade, palmarés e inúmeras modalidades (futebol, basquetebol, andebol, ténis, judo, entre outros). O palmarés do CD Torres Novas, entre muitas outras vitórias, regista vários títulos da 3ª divisão em futebol, o campeonato da 3ª divisão em hóquei em patins, o Campeonato e a Taça de Portugal em andebol na época de 1981/82 e o campeonato nacional da 1ª divisão em basquetebol feminino na época 2009/10.
No futebol, o Clube Desportivo de Torres Novas, fundado em 1925, é o clube do distrito que mais participações nacionais tem, atingiu uma vez a atual Liga de Honra, mas esteve sempre entre a 2ª e 3ª divisão. Mais recentemente, desceu para as ligas distritais da Associação de Futebol de Santarém. 
No basquetebol, existem dois clubes a promover a modalidade, o Clube Desportivo de Torres Novas e a U. D. R. Zona Alta, ambos múltiplas vezes campeões distritais em vários escalões e com presença assídua em campeonatos nacionais. Ambos tiveram atletas convocados para a seleção distrital e nacional.
Na ginástica, os dois clubes, e mais recentemente a Casa do Benfica, já obtiveram vários títulos nacionais, e inúmeros títulos distritais. As evidências dos atletas torrejanos passaram pelo mini-trampolim e atualmente pela ginástica artística, tendo nos últimos anos beneficiado de excelentes condições para a sua prática, aqui se realizando grandes provas nacionais e encontros internacionais da modalidade.
No atletismo, existem 2 entidades na cidade, a União Desportiva da Zona Alta e o Núcleo Sportinguista de Torres Novas,que se dedicam principalmente ao meio-fundo devido à ausência de uma pista de tartan no estádio municipal. Recentemente, cada vez mais se veem atletas torrejanos nos pódios em distritais em provas que requerem mais técnica como no salto em comprimento, triplo-salto e em algumas provas de velocidade com e sem barreiras, apesar de não terem as devidas condições de treino. Na Zona Alta, o sector mais fraco é o dos lançamentos, mas o seu palmarés é de meter alguma inveja a muitos clubes nacionais pois só, na época 2007/2008, o clube arrecadou o troféu de Campeão do Super Clube distrital em Femininos e o 3º em Masculinos. Importa realçar que maioria dos seus atletas são do escalão inferior ao de Juvenis (16 anos), sendo um dos clubes mais jovens de Portugal. O clube organiza algumas provas mais prestigiadas em Portugal como as tradicionais corridas de São Silvestre e o Grande Prémio de Santo António. No clube, alguns atletas bateram recordes distritais e já obtiveram alguns títulos nacionais individuais. Atualmente, o Núcleo Sportinguista de Torres Novas é o clube do distrito de Santarém com mais atletas federados na Federação Portuguesa de Atletismo. Na época de 2008/09, a Zona Alta conquistou o título de Campeão distrital de Pista Coberta, campeão distrital de corta-mato longo em juvenis e seniores femininos, sendo vice-campeão distrital em juvenis masculinos. Em 2009, a UDR da Zona Alta conquista o 3º lugar coletivo no campeonato nacional de corta-mato que decorreu em Castelo Branco, sendo a 1ª equipa do distrito a subir ao pódio numa competição nacional de corta-mato. 
Destaca-se ainda a presença de Ricardo Batista na modalidade de triatlo, competindo desde 2020 na Taça do Mundo em Elites.
Na patinagem, o CD Torres Novas desenvolve a sua atividade nos escalões de formação possuindo já um vasto leque de campeões distritais e regionais.

## Gastronomia
A gastronomia torrejana é rica e diversificada. Como entradas destaca-se o pão caseiro com queijo de ovelha ou morcela de arroz. A sopa mais tradicional é a de couves com feijões. Como prato principal podem-se destacar o requentado com bacalhau assado ou petinga frita, as migas à pescador, as enguias do Boquilobo, a fataça na telha, e o cabrito assado no forno com batata e grelos. 
Para sobremesas e doces pode-se mencionar o bolo de cabeça, as merendeiras das lapas, o doce de amêndoa, e o figuinho de Torres Novas.
As bebidas mais apreciadas do concelho são a aguardente de figo, o vinho tinto caseiro e o abafado de soudos.

## Cidades geminadas
- Ribeira Grande, Cabo Verde, Manatuto em Timor, Rambouillet em França e Moreni na Roménia

## Personagens ilustres
- António César de Vasconcelos Correia
- Marquês de Torres Novas e Duque de Torres Novas
- Visconde de Torres Novas e Conde de Torres Novas
- Carlos Cruz (apresentador de televisão)